# 15613 Rajihyun
A 15613 Rajihyun (ideiglenes jelöléssel (15613) 2000 GH136) a Naprendszer kisbolygóövében található aszteroida. A LINEAR projekt keretében fedezték fel 2000. április 12-én.